# Cabana de volta (les Borges Blanques)
La Cabana de volta és una obra de les Borges Blanques (Garrigues) inclosa a l'Inventari del Patrimoni Arquitectònic de Catalunya.

## Descripció
Cabana de volta construïda amb carreus de pedra units amb fang. Les pedres són irregulars, més grans les inferiors per donar major solidesa a la construcció, donat que no disposa de fonaments. A mesura que es tanca la volta, els carreus es van fent més esvelts. La façana deixa veure clarament l'arc constitutiu de la volta, recolzat lateralment per grans parets de pedra i fang. La porta és una obertura rectangular amb llinda i muntants, lleugerament desplaçada. La coberta és de pedra i argiles. Interiorment està formada per dos espais: un de cobert per la volta amb una pallissa per dormir i la part de vivenda; l'altre, al fons de la cabana, és l'aprofitament d'una cova natural de la pedra. Aquí hi deurien tenir el bestiari.

## Història
Aquest tipus de construccions són molt habituals a les Garrigues. Desconeixem quan s'inicia la seva construcció però cap a finals de segle xix, potser degut al cultiu intensiu de l'olivera, aleshores en expansió, és quan es construirà la majoria de cabanes. Actualment ja no se'n fan de noves, n'hi ha que es segueixen utilitzant però moltes estan deixades i en procés de desaparició.